# 短齿大眼蟹
短齿大眼蟹（学名：Macrophthalmus brevis）为沙蟹總科大眼蟹科大眼蟹屬的动物。在中国大陆，分布于海南岛等地，生活环境为海水，多穴居于泥沙滩。

## 外部連結
維基物種上的相關：短齿大眼蟹